# 沃雷阿勒
沃雷阿勒（法語：Vauréal，法語發音：[voʁeal] ⓘ）是法国法蘭西島大區瓦兹河谷省的一个市镇，属于蓬图瓦兹区。

## 地理
沃雷阿勒（49°1'48"N, 2°1'17"E）面积3.46 平方千米，位于法国法蘭西島大區瓦兹河谷省，该省份为法国北部内陆省份，北起瓦兹省，西接厄尔省，南至塞纳-圣但尼省、上塞纳省和伊夫林省，东临塞纳-马恩省。
与沃雷阿勒接壤的市镇（或旧市镇、城区）包括：塞尔吉、布瓦斯蒙、库尔迪芒什、茹伊勒穆捷、瓦兹河畔讷维尔。

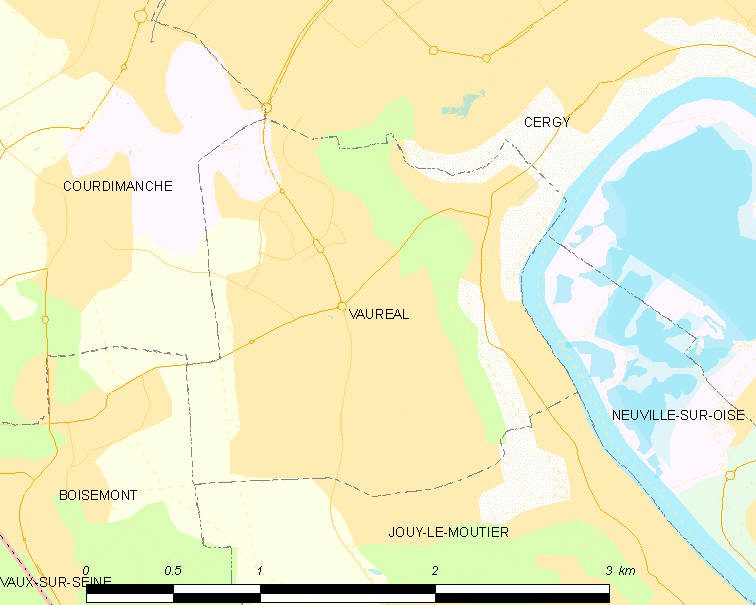
沃雷阿勒的OSM定位图

沃雷阿勒的时区为UTC+01:00、UTC+02:00（夏令时）。

## 行政
沃雷阿勒的邮政编码为95490，INSEE市镇编码为95637。

## 政治
沃雷阿勒所属的省级选区为沃雷阿勒县。

## 人口

1962-2008年间沃雷阿勒人口变化图示

沃雷阿勒于2022年1月1日时的人口数量为16079人。